# Varces-Allières-et-Risset
Varces-Allières-et-Risset is een gemeente in het Franse departement Isère (regio Auvergne-Rhône-Alpes). De plaats maakt deel uit van het arrondissement Grenoble. Varces-Allières-et-Risset telde op 1 januari 2022 8.314 inwoners. 

## Geografie
De oppervlakte van Varces-Allières-et-Risset bedroeg op 1 januari 2022 20,88 vierkante kilometer; de bevolkingsdichtheid was toen 398,2 inwoners per km².

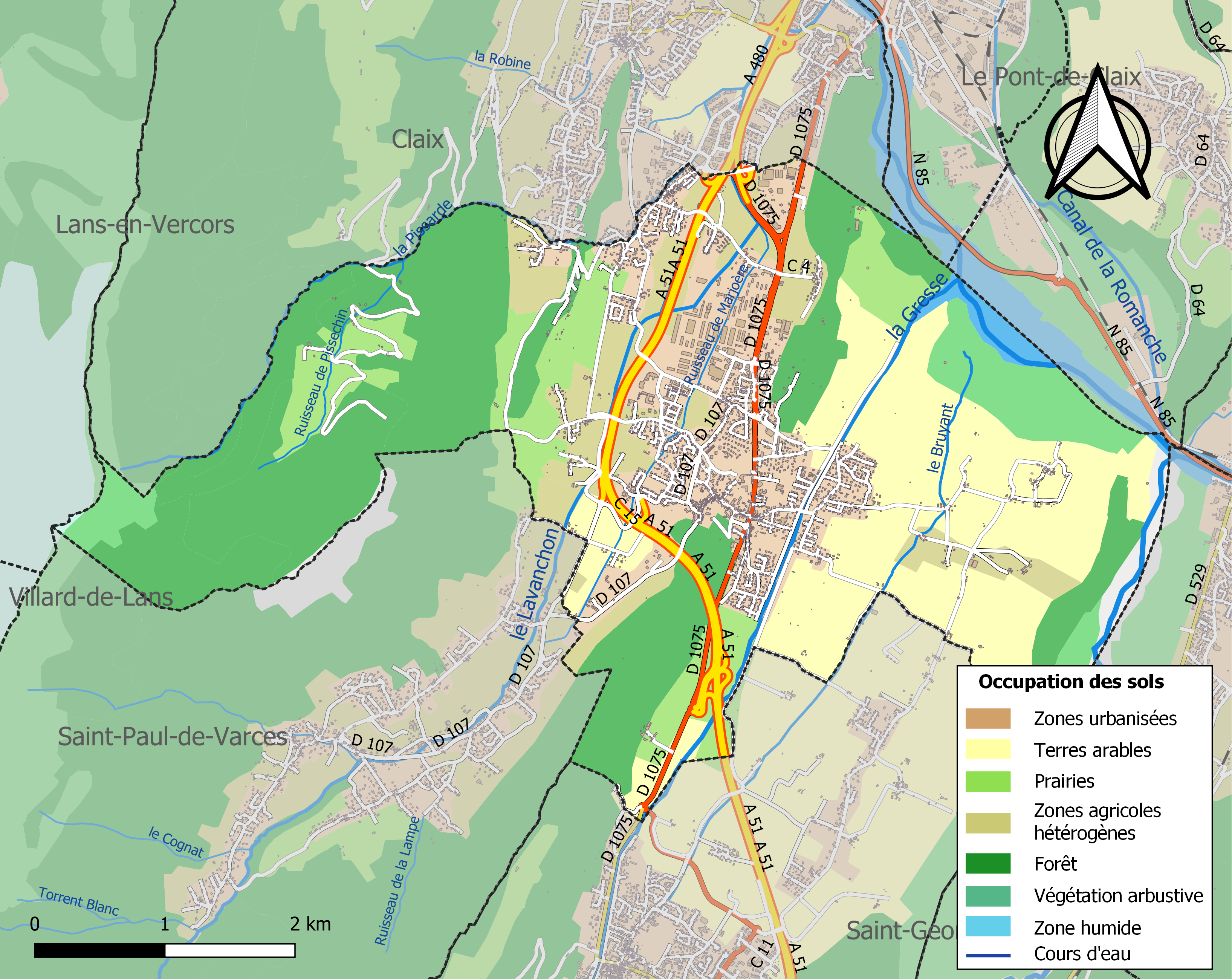
Kaart van de gemeente met de belangrijkste infrastructuur, bodemgebruik en omliggende gemeenten

## Demografie
Onderstaande figuur toont het verloop van het inwonertal (bron: INSEE-tellingen).